# Bison, Kansas
Bison là một thành phố thuộc quận Rush, tiểu bang Kansas, Hoa Kỳ. Năm 2010, dân số của xã này là 255 người.

## Dân số
Dân số các năm:
- Năm 2000: 235 người
- Năm 2010: 255 người